# Moloy
Moloy ist eine französische Gemeinde mit 235 Einwohnern (Stand: 1. Januar 2022) im Département Côte-d’Or in der Region Bourgogne-Franche-Comté. Sie gehört zum Arrondissement Dijon und zum Kanton Is-sur-Tille.

## Geographie
Moloy liegt etwa 28 Kilometer nordnordöstlich von Dijon am Ignon. Die Gemeinde wird umgeben von Salives im Norden, Courtivron im Osten sowie Frénois im Süden und Westen.

## Geschichte

### Internierungslager Moloy
Im zu Moloy gehörenden Weiler Labergement-lès-Moloy befand sich von September 1941 bis Dezember 1942 ein Internierungslager für sogenannte Nomaden. Das Lager für etwa 80 Personen bestand aus zwei Holzbaracken und einem gemauerten Gebäude. Nach Peschanski könnte das Lager Moloy eines der wenigen sein, dessen Errichtung alleine den französischen Behörden oblag, die dazu durch die Beschwerden der lokalen Bevölkerung veranlasst worden seien. Er schließt aber nicht gänzlich aus, dass die deutsche Feldkommandantur daran beteiligt war, die entsprechende Maßnahmen bereits im Oktober 1940 und im März 1941 gefordert hätte.
Die große Mehrheit der internierten Sinti und Roma war französischer Nationalität; es befanden sich aber auch noch zwei jüdische Familien im Lager sowie sechs spanische Republikaner. Die Männer arbeiteten alle unter der Leitung der Beamten des Forstamts beim Holzeinschlag. Die Frauen sorgten für die Küche und übten Korbflechtarbeiten aus. Mangin deutet an, dass das Lager am Rande der Gesetze des Vichy-Regimes betrieben und von drei privaten Grundbesitzern für deren Profitmaximierung missbraucht wurde.
Im Dezember 1942 wurden die Internierten in die Lager von Saint-Maurice-aux-Riches-Hommes und Arc-et-Senans verlegt. 2005 wurde am Gelände des ehemaligen Lagers ein Gedenkstein eingeweiht. Dessen Inschrift lautet: „An diesem Ort wurden von September 1941 bis Dezember 1942 etwa 80 Personen, die meisten Zigeuner, und ganze Familien interniert und anschließend von der Vichy-Regierung und der Feldkommandantur in andere Lager verlegt. Passant erinnere dich.“

## Bevölkerungsentwicklung
| Jahr                       | 1962 | 1968 | 1975 | 1982 | 1990 | 1999 | 2006 | 2013 | 2019 |
| Einwohner                  | 217  | 215  | 214  | 207  | 210  | 219  | 223  | 217  | 233  |
| Quellen: Cassini und INSEE |      |      |      |      |      |      |      |      |      |

## Sehenswürdigkeiten
- Kirche Saint-Loup aus dem 13. Jahrhundert, Umbauten aus dem 15. Jahrhundert
- Schloss aus dem 16. Jahrhundert mit An- und Umbauten aus dem 18. Jahrhundert
- Zwei Waschhäuser

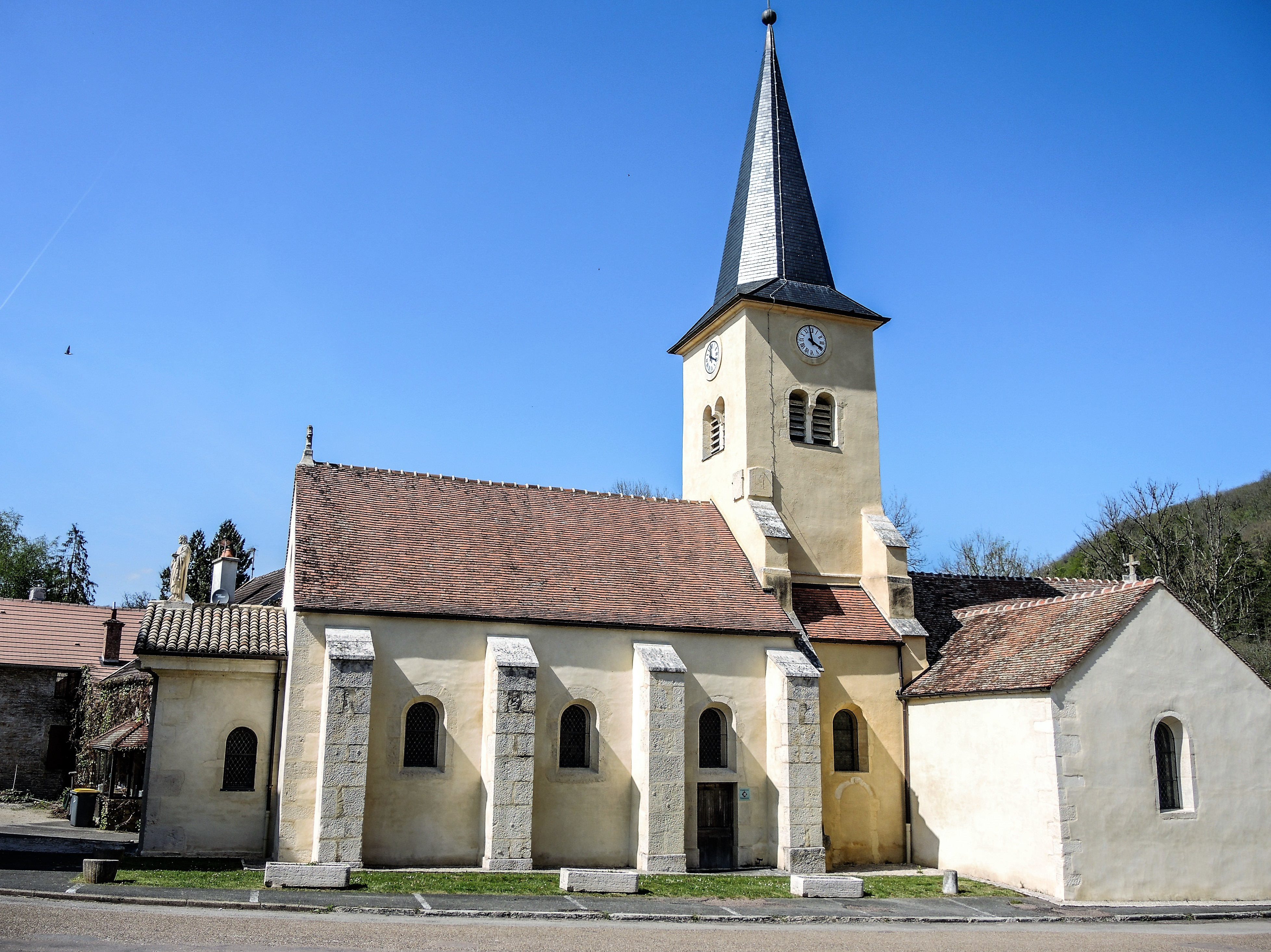
Kirche Saint-Jean-Baptiste
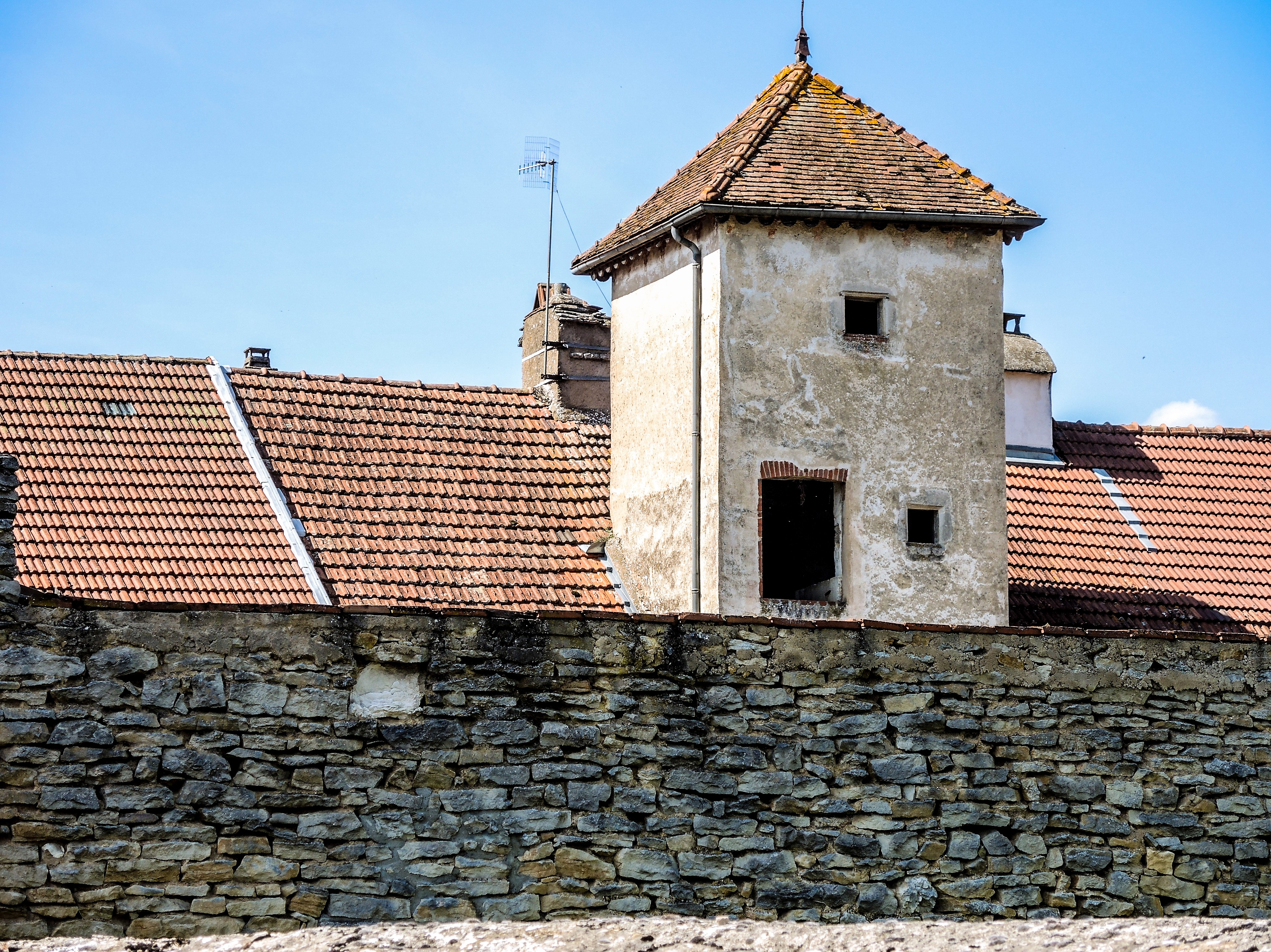
Einer der Türme der ehemaligen Ortsbefestigung
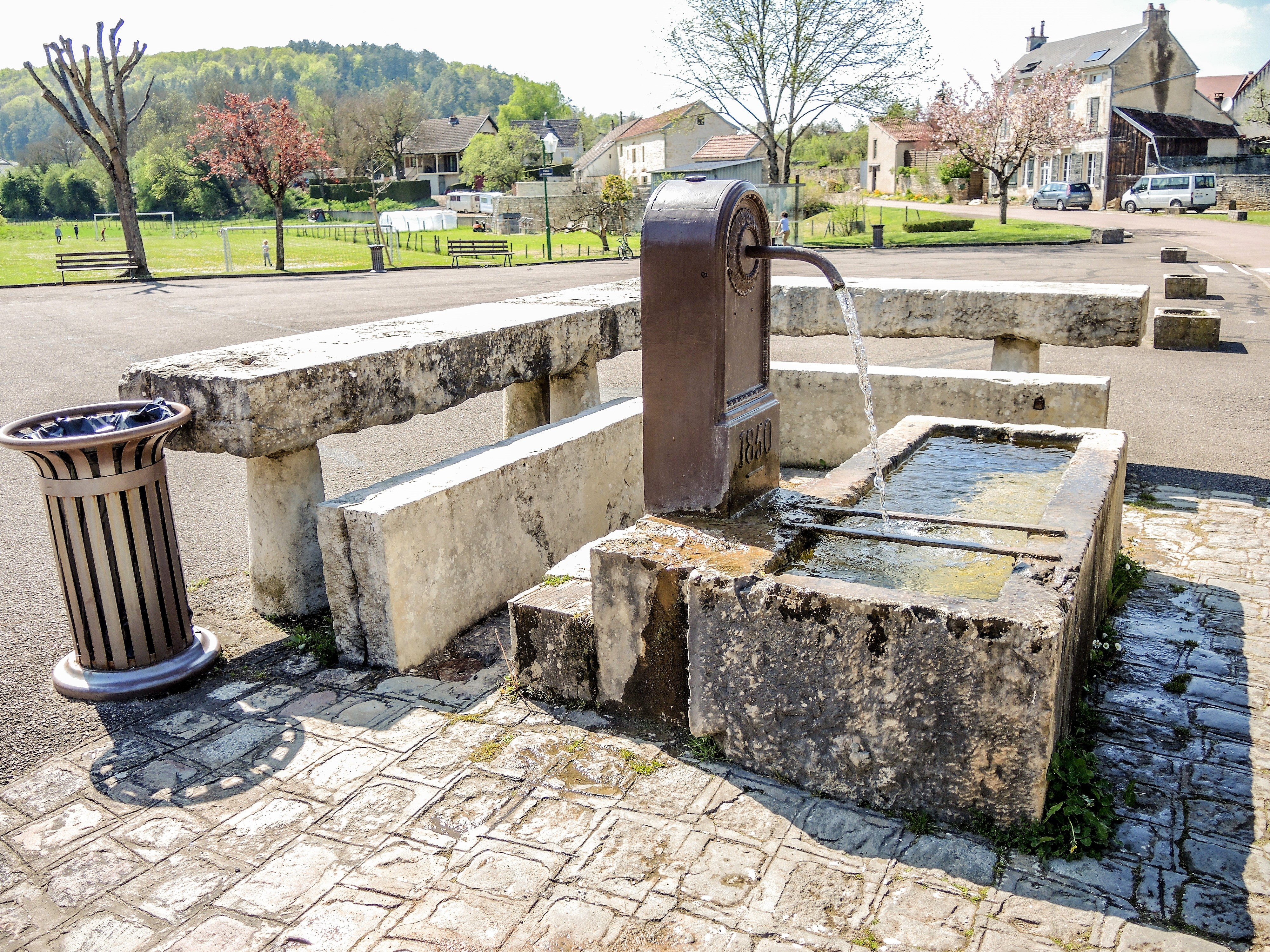
Brunnen und ehemaliger Waschplatz
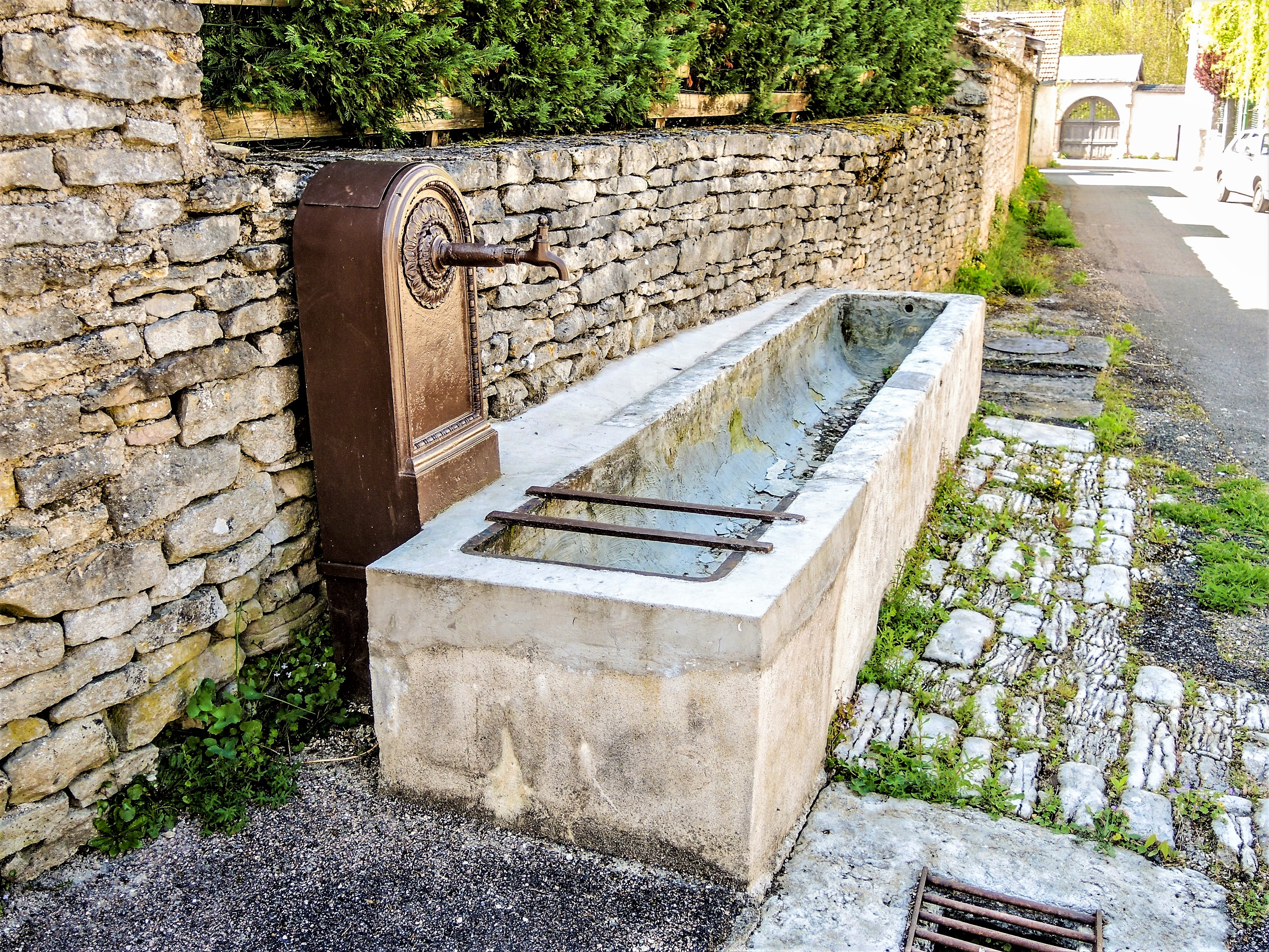
Brunnen und ehemalige Viehtränke